# Varia di Palmi
La Varia di Palmi est une fête catholique qui a lieu périodiquement à Palmi  (Calabre), en l'honneur de Notre-Dame de la Sainte-Lettre patronne et protectrice de la ville, le dernier dimanche d'août. L'événement est le principal festival de la région de Calabre.

## Description
La varia est un énorme panier sacré qui représente l'Univers et l'Assomption. 
Au-dessus du char sacré, porté sur les épaules de 200 mbuttaturi (transporteurs), sont placées des figures humaines qui représentent la Vierge Marie, Dieu, les apôtres et les anges, le tout faisant une hauteur de 16 mètres environ. Un autre point fort est la procession de la foi, qui se déroule la veille du transport de la Varia, et qui consiste au portage d'un tableau Notre-Dame de la Sainte-Lettre et du reliquaire du Cheveu sacré.
L'événement fait partie du réseau des « processions de structures géantes portées sur les épaules » insérée en 2013 dans la liste du « Patrimoine culturel immatériel » de l'UNESCO. En outre, l'événement est catalogué comme « patrimoine immatériel » des régions de l'Italie par l'Istituto Centrale per la Demoetnoantropologia (Institut central de  démo ethno anthropologie) de Rome. Le festival est organisé par la ville de Palmi, sous le patronage de la Province de Reggio de Calabre et des institutions religieuses.
Les origines de la date du festival remonte à 1582, lorsque le Sénat de Messine a un cheveu de la Vierge Marie dans la ville de Palmi, en reconnaissance de l'aide apportée à la ville sicilienne lors d'une peste. À la suite de ce don, Palmi Messine importé la tradition de célébrer l'Assomption avec un char votif qui représente l'événement.
Depuis 1900, la Varia a eu plusieurs prix, y compris la couverture d'un numéro de La Domenica del Corriere, émettre un timbre réalisé par l'État Monnaie et combinée à une loterie nationale.
En outre, l'événement a fait l'objet de nombreux documentaires et de reportages de télévision diffusés sur Rai 3 (2009) et Rete 4 (2006), ainsi que la diffusion en direct sur les stations locales ou satellitaires.

## Galerie de photos

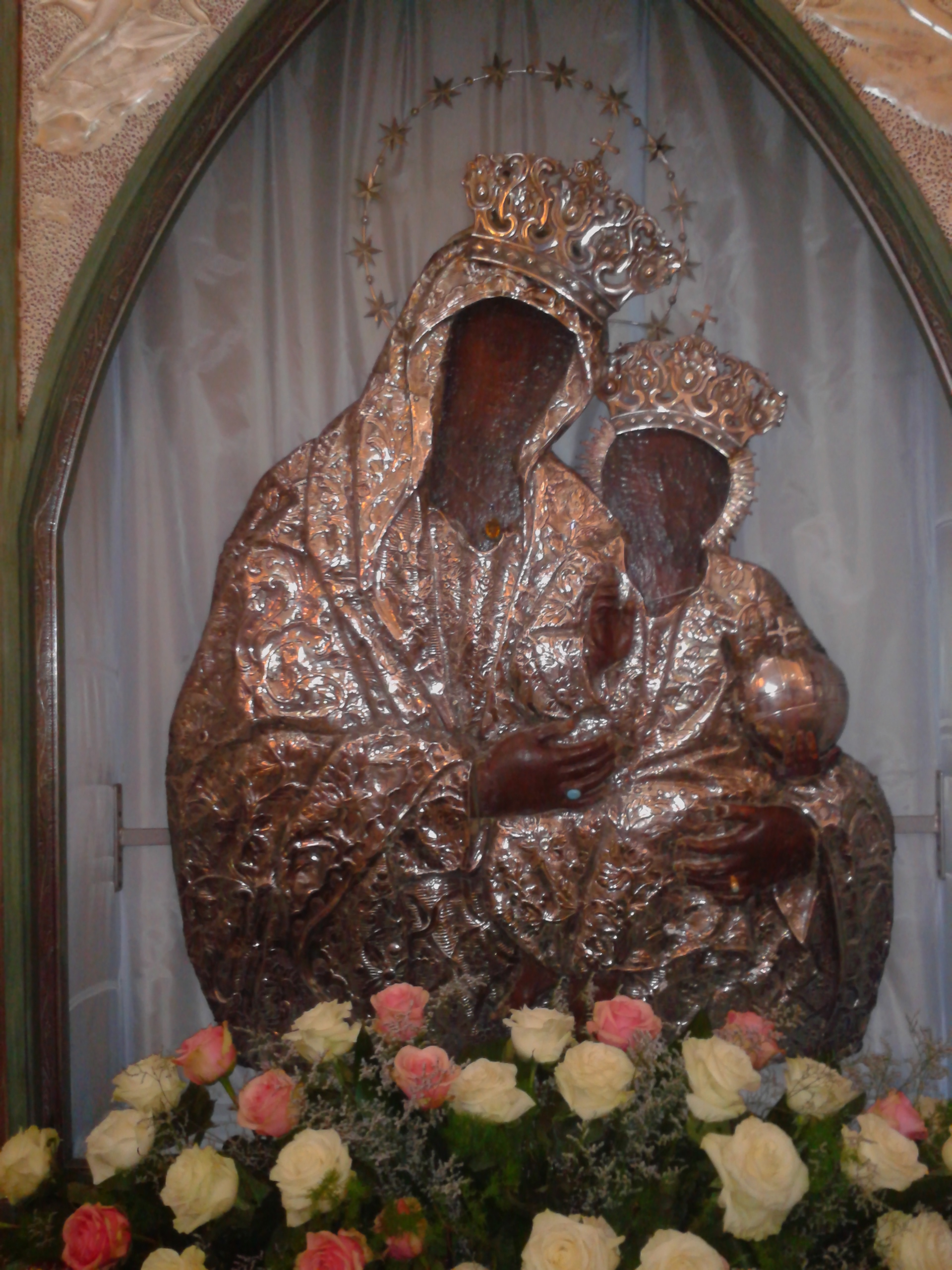
L'icône byzantine de Notre-Dame du Sacré-Lettre.
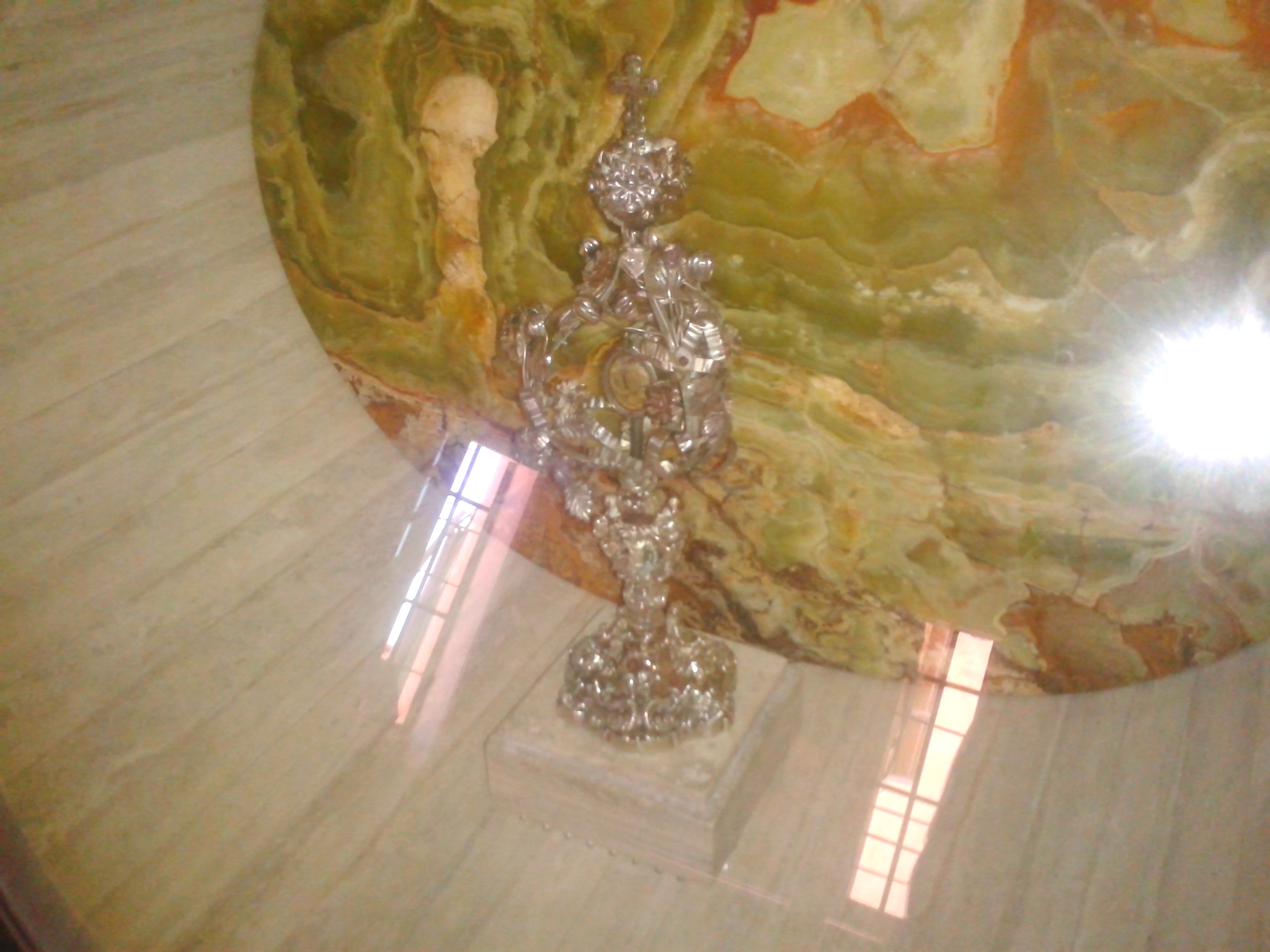
Le Sanctuaire de la Sainte cheveux.
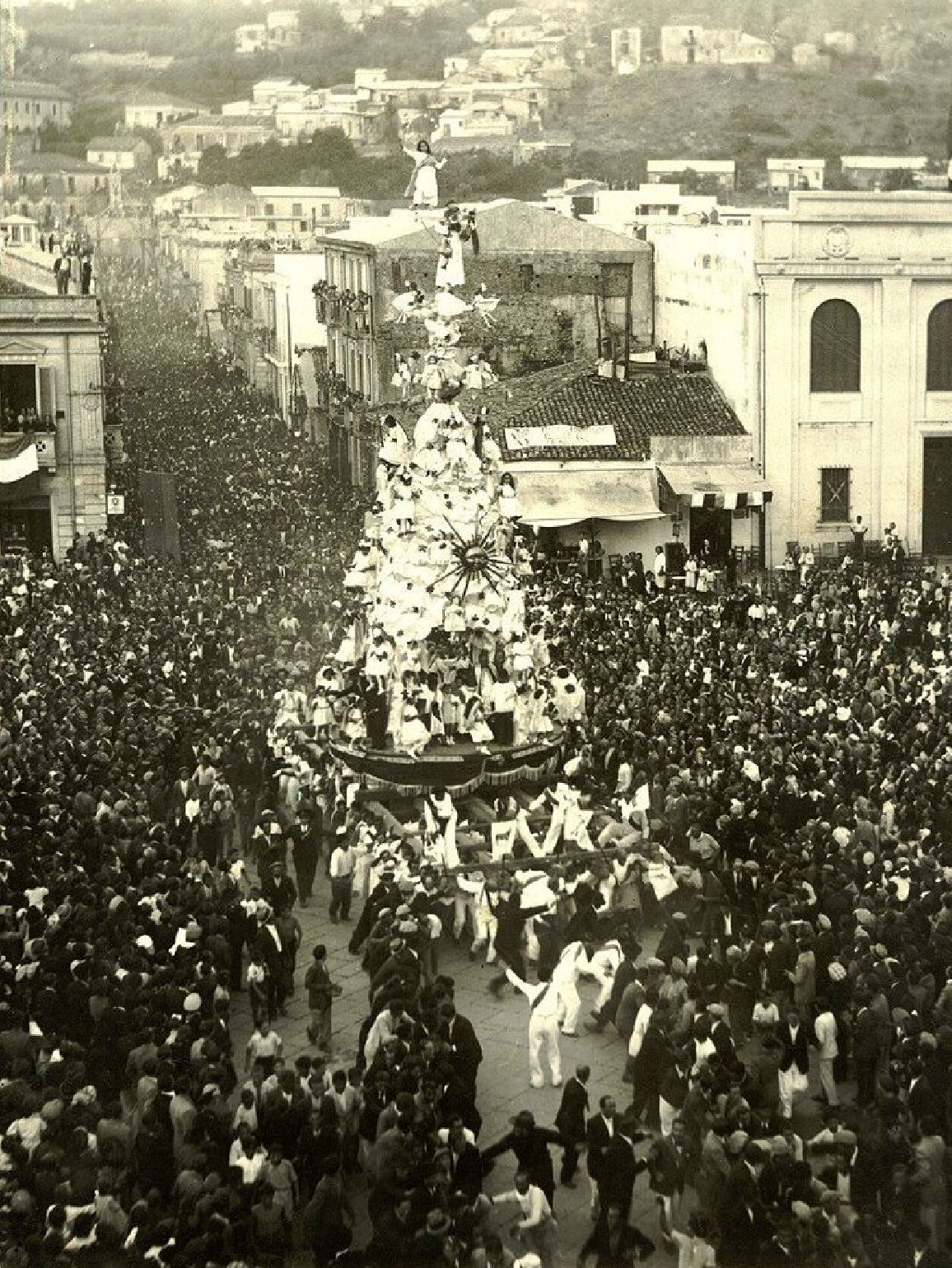
La Varia di Palmi 1938.

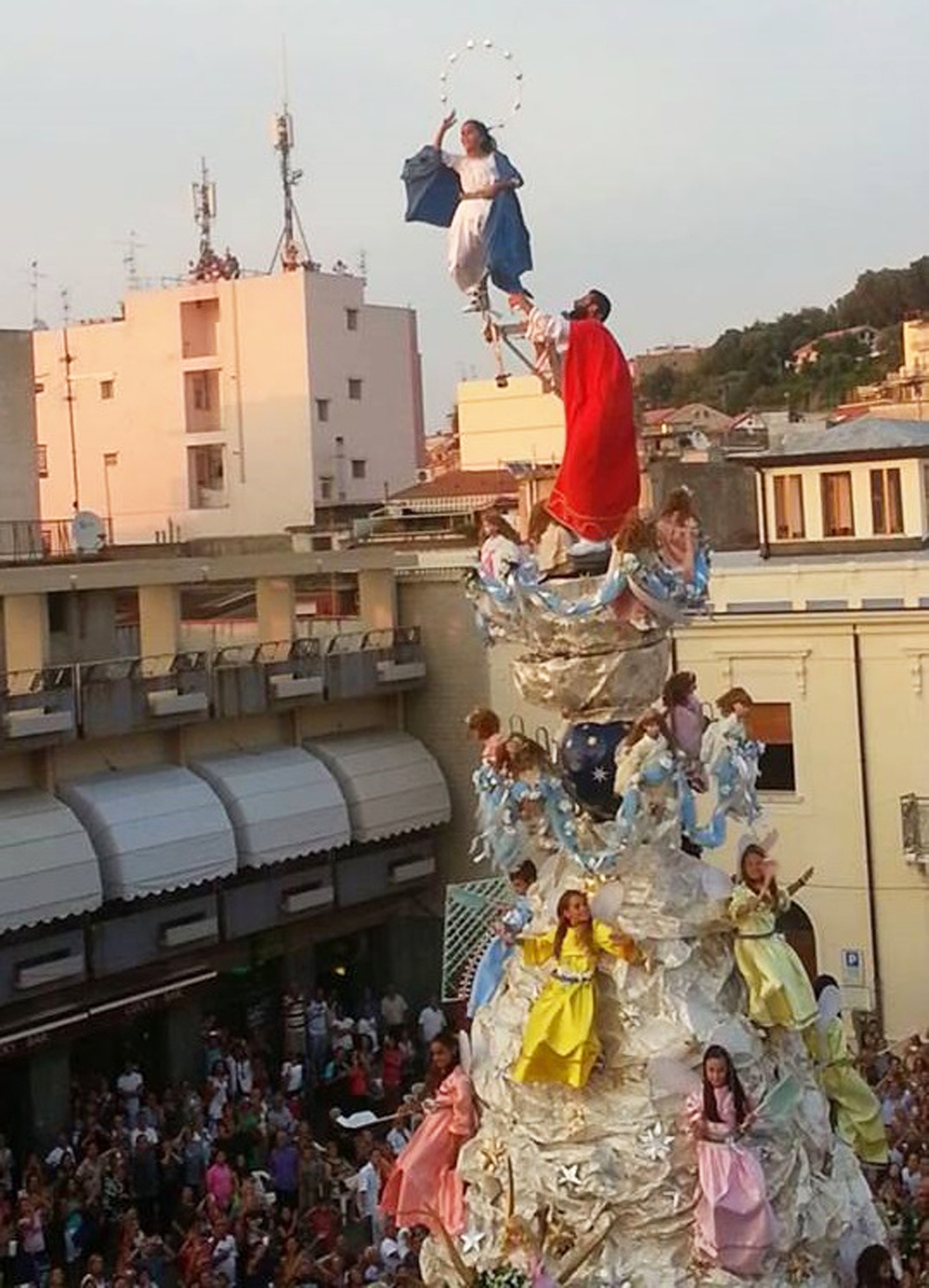
La Varia di Palmi 2013.
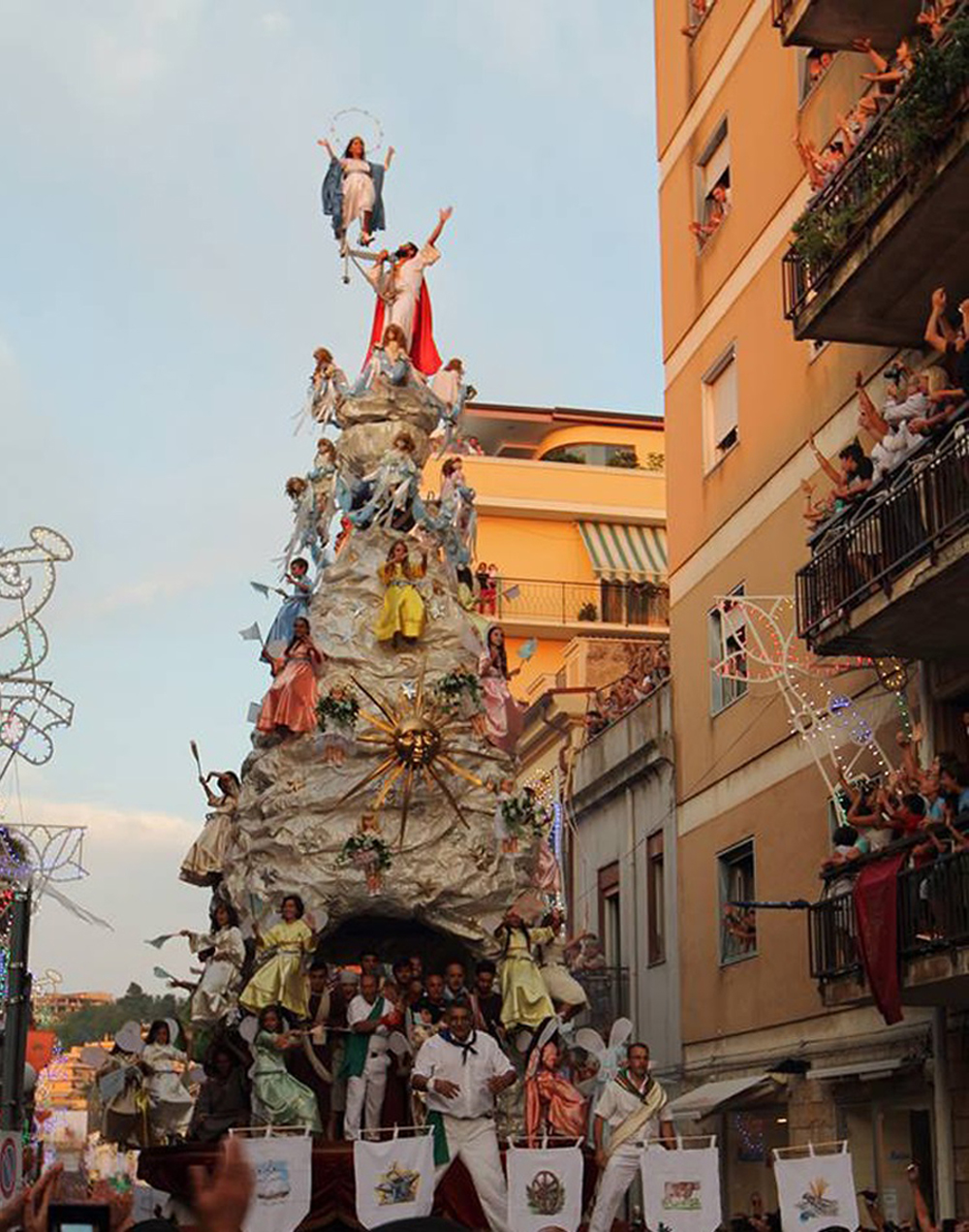
La Varia di Palmi 2013.
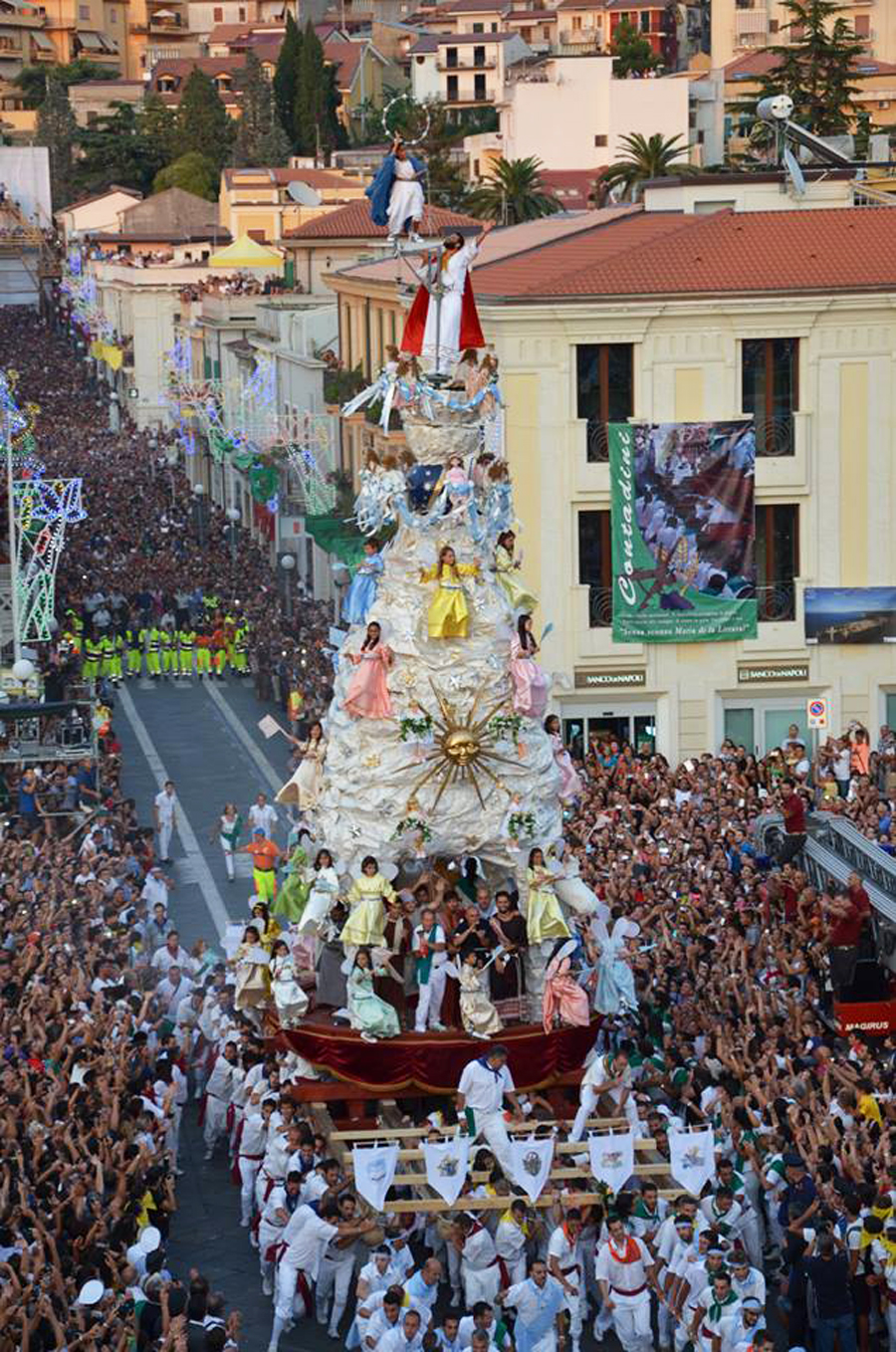
The Varia di Palmi 2013.
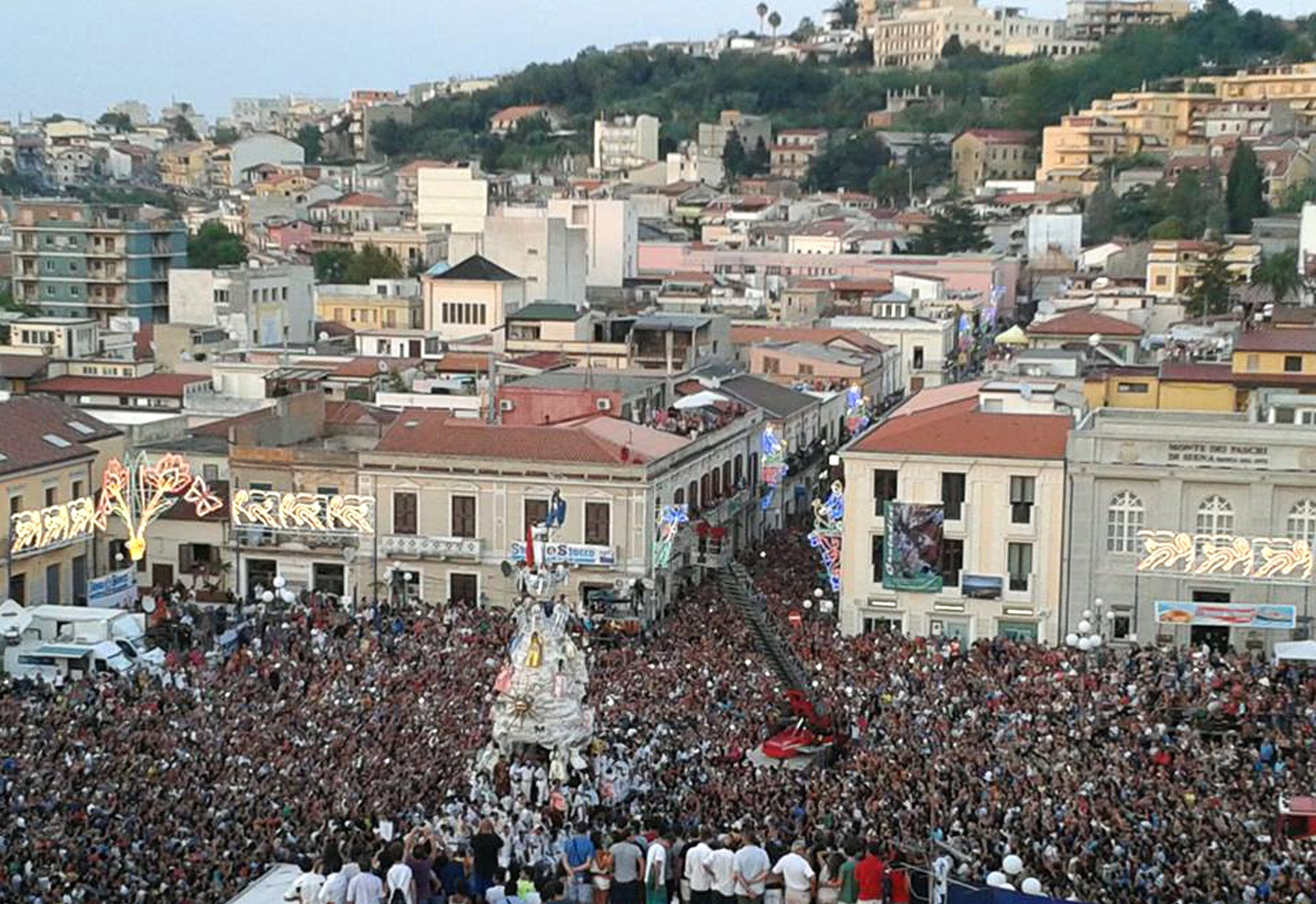
La Varia de Palmi 2013 la llegada a la plaza.
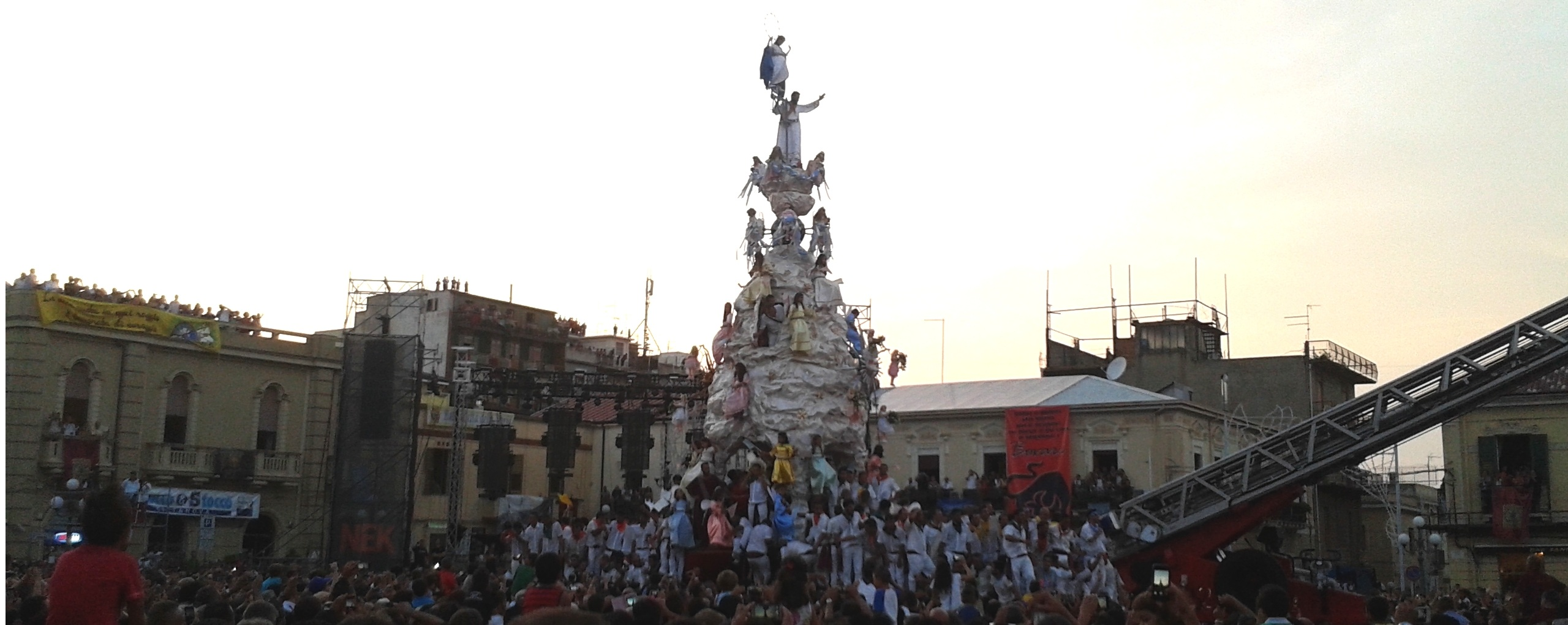
2013 l'arrivée de la Varia di Palmi sur la place.